# Юсьвинский район
Ю́сьвинский райо́н — административный район в Коми-Пермяцком округе Пермского края России. На территории района образован Юсьвинский муниципальный округ. Административный центр — село Юсьва. Площадь — 3080,6 км². Население — ↘16 457 чел. (2023). Национальный состав (2010): коми-пермяки — 51 %, русские — 46,4 %.

## География
Район связан автодорогой с Кудымкаром. Имеются три порта на Камском водохранилище, однако пассажирское сообщение с другими районами области по воде практически отсутствует. Площадь района — 3081 км². Район граничит на юге с Ильинским городским округом и Карагайским округом, на западе и северо-западе с Кудымкарским, на севере – с городским округом г. Березники, на востоке – с Добрянским округом.
По территории района протекают реки Левый Ык, Правый Ык, Пожва, Ломоватка, Иньва.

## История
Название района дано по селу Юсьва, что с коми-пермяцкого языка переводится как «лебединая вода» («Юсь»-лебедь, «ва»-вода).
Район образован 25 февраля 1925 года.
В 1947 году в Юсьвинском районе было 12 сельсоветов.
4 ноября 1959 года к Юсьвинскому району была присоединена часть территории упразднённого Чёрмозского района.
В 1981 году район включал 2 рабочих посёлка (Майкор и Пожва с их поссоветами) и 13 сельсоветов: Аксёновский, Антипинский, Архангельский, Доеговский, Камский, Крохалевский, Купросский, Милюхинский, Оньковский, Тиминский, Тукачевский, Харинский и Юсьвинский.

## Население
| 1939    | 1959    | 1970    | 1979    | 1989    | 2000    | 2002    | 2005    | 2006    |
| ------- | ------- | ------- | ------- | ------- | ------- | ------- | ------- | ------- |
| 26 394  | ↗51 519 | ↘43 961 | ↘32 927 | ↘28 677 | ↘21 519 | ↗23 724 | ↘23 239 | ↘23 000 |
| 2007    | 2008    | 2009    | 2010    | 2011    | 2012    | 2013    | 2014    | 2015    |
| ↘22 800 | ↘22 626 | ↘22 573 | ↘19 558 | ↘19 482 | ↘19 377 | ↘19 050 | ↘18 798 | ↘18 488 |
| 2016    | 2017    | 2018    | 2019    | 2020    | 2021    | 2023    |         |         |
| ↘18 178 | ↘17 886 | ↘17 494 | ↘17 142 | ↘16 799 | ↗16 901 | ↘16 457 |         |         |

### Национальный состав
В основном коми-пермяки и русские. По переписи 2010 года: коми-пермяки — 50,95 %, русские — 46,44 %. На 1 января 2009 года коми-пермяков — 54,3 %, русских — 43,2 %.
Русские преимущественно проживают в восточной части района (в посёлках Майкор, Пожва, селе Кама и окрестностях) и районном центре. Коми-пермяки проживают в центральной и западной части района.
Население района пользуется коми-пермяцким и русским языками. На территории района преобладает нижнеиньвенский диалект коми-пермяцкого языка, в селе Они сохранился специфический оньковский диалект, имеющий черты сходства с коми-язьвинским наречием или языком, распространённым в нескольких сельсоветах на северо-востоке Пермского края.

## Муниципальное устройство
В рамках организации местного самоуправления на территории района функционирует Юсьвинский муниципальный округ (с 2004 до 2019 гг. — Юсьвинский муниципальный район).
С 2004 до 2019 гг. в состав существовавшего в этот период муниципального района входили 5 сельских поселений:
| № | Наименование                     | Административный центр | Количество населённых пунктов | Население (чел.) |
| - | -------------------------------- | ---------------------- | ----------------------------- | ---------------- |
| 1 | Архангельское сельское поселение | село Архангельское     | 41                            | ↘2200            |
| 2 | Купросское сельское поселение    | село Купрос            | 38                            | ↘2219            |
| 3 | Майкорское сельское поселение    | посёлок Майкор         | 6                             | ↘2787            |
| 4 | Пожвинское сельское поселение    | посёлок Пожва          | 9                             | ↘3333            |
| 5 | Юсьвинское сельское поселение    | село Юсьва             | 54                            | ↘6603            |

В 2019 году Юсьвинский муниципальный район и все входившие в него сельские поселения были упразднены и объединены в новое муниципальное образование — Юсьвинский муниципальный округ.

## Населённые пункты
В Юсьвинский район входят 142 населённых пункта (все — сельские).
| №   | Населённый пункт | Тип     | Население | Бывшее сельское поселение        |
| --- | ---------------- | ------- | --------- | -------------------------------- |
| 1   | Агишево          | деревня | 10        | Купросское сельское поселение    |
| 2   | Аксёново         | село    | 140       | Купросское сельское поселение    |
| 3   | Алешино          | деревня | 35        | Купросское сельское поселение    |
| 4   | Алямово          | деревня | 13        | Купросское сельское поселение    |
| 5   | Андроново        | деревня | 16        | Архангельское сельское поселение |
| 6   | Антипино         | село    | 337       | Архангельское сельское поселение |
| 7   | Артамоново       | деревня | 19        | Юсьвинское сельское поселение    |
| 8   | Архангельское    | село    | 508       | Архангельское сельское поселение |
| 9   | Асаново          | деревня | 22        | Юсьвинское сельское поселение    |
| 10  | Афонино          | деревня | 30        | Купросское сельское поселение    |
| 11  | Бажино           | деревня | 8         | Купросское сельское поселение    |
| 12  | Бажино           | деревня | 265       | Юсьвинское сельское поселение    |
| 13  | Баранчиново      | деревня | 175       | Юсьвинское сельское поселение    |
| 14  | Бачизево         | деревня | 10        | Юсьвинское сельское поселение    |
| 15  | Белюково         | деревня | 5         | Юсьвинское сельское поселение    |
| 16  | Большая Мочга    | деревня | 99        | Купросское сельское поселение    |
| 17  | Большое Тукачево | деревня | 28        | Купросское сельское поселение    |
| 18  | Бурково          | деревня | 2         | Юсьвинское сельское поселение    |
| 19  | Вакино           | деревня | 8         | Купросское сельское поселение    |
| 20  | Верх-Мега        | деревня | 46        | Юсьвинское сельское поселение    |
| 21  | Верхняя Волпа    | деревня | 43        | Архангельское сельское поселение |
| 22  | Вижелово         | деревня | 24        | Архангельское сельское поселение |
| 23  | Вороново         | деревня | 25        | Архангельское сельское поселение |
| 24  | Вотяково         | деревня | 6         | Архангельское сельское поселение |
| 25  | Габово           | деревня | 30        | Купросское сельское поселение    |
| 26  | Габово           | деревня | 17        | Юсьвинское сельское поселение    |
| 27  | Галяшер          | деревня | 1         | Купросское сельское поселение    |
| 28  | Ганево           | деревня | 12        | Архангельское сельское поселение |
| 29  | Горки            | посёлок | ↗113      | Майкорское сельское поселение    |
| 30  | Городище         | деревня | ↘0        | Майкорское сельское поселение    |
| 31  | Городище         | деревня | 165       | Пожвинское сельское поселение    |
| 32  | Данино           | деревня | 44        | Юсьвинское сельское поселение    |
| 33  | Деревенькино     | деревня | 0         | Купросское сельское поселение    |
| 34  | Дмитриево        | деревня | 44        | Архангельское сельское поселение |
| 35  | Доег             | село    | 256       | Архангельское сельское поселение |
| 36  | Дойкар           | деревня | 1         | Архангельское сельское поселение |
| 37  | Доронькино       | деревня | 7         | Юсьвинское сельское поселение    |
| 38  | Дубленово        | деревня | 68        | Купросское сельское поселение    |
| 39  | Евсино           | деревня | 72        | Купросское сельское поселение    |
| 40  | Елизавето-Пожва  | деревня | 14        | Пожвинское сельское поселение    |
| 41  | Елино            | деревня | 2         | Юсьвинское сельское поселение    |
| 42  | Ершово           | деревня | 4         | Юсьвинское сельское поселение    |
| 43  | Жганево          | деревня | 3         | Юсьвинское сельское поселение    |
| 44  | Жигиново         | деревня | 93        | Юсьвинское сельское поселение    |
| 45  | Жуково           | деревня | 15        | Архангельское сельское поселение |
| 46  | Забганово        | деревня | 6         | Архангельское сельское поселение |
| 47  | Загарье          | деревня | 22        | Юсьвинское сельское поселение    |
| 48  | Зуево            | деревня | 86        | Юсьвинское сельское поселение    |
| 49  | Ивачево          | деревня | 5         | Купросское сельское поселение    |
| 50  | Ивучево          | деревня | 24        | Архангельское сельское поселение |
| 51  | Истер-Дор        | деревня | 40        | Архангельское сельское поселение |
| 52  | Кагулево         | деревня | 24        | Купросское сельское поселение    |
| 53  | Казенная         | деревня | 49        | Архангельское сельское поселение |
| 54  | Калинино         | деревня | 54        | Архангельское сельское поселение |
| 55  | Кама             | посёлок | 596       | Пожвинское сельское поселение    |
| 56  | Капилино         | деревня | 24        | Архангельское сельское поселение |
| 57  | Ключи            | деревня | 10        | Юсьвинское сельское поселение    |
| 58  | Коммуна          | деревня | 40        | Юсьвинское сельское поселение    |
| 59  | Корзино          | деревня | 20        | Юсьвинское сельское поселение    |
| 60  | Край-Иньва       | деревня | 10        | Юсьвинское сельское поселение    |
| 61  | Крохалево        | село    | 421       | Купросское сельское поселение    |
| 62  | Кубенево         | деревня | 48        | Архангельское сельское поселение |
| 63  | Кузьмино         | деревня | 86        | Купросское сельское поселение    |
| 64  | Купрос           | село    | 475       | Купросское сельское поселение    |
| 65  | Купрос-Волок     | посёлок | 92        | Купросское сельское поселение    |
| 66  | Лаврово          | деревня | 17        | Юсьвинское сельское поселение    |
| 67  | Лемпиха          | деревня | 9         | Пожвинское сельское поселение    |
| 68  | Логиново         | деревня | 84        | Купросское сельское поселение    |
| 69  | Майкор           | посёлок | ↘2407     | Майкорское сельское поселение    |
| 70  | Макарово         | деревня | 48        | Юсьвинское сельское поселение    |
| 71  | Малая Мочга      | деревня | 33        | Купросское сельское поселение    |
| 72  | Малое Тукачево   | деревня | 1         | Купросское сельское поселение    |
| 73  | Мелюхино         | село    | 250       | Юсьвинское сельское поселение    |
| 74  | Мокрушино        | деревня | 8         | Юсьвинское сельское поселение    |
| 75  | Мосино           | деревня | 160       | Архангельское сельское поселение |
| 76  | Мурмэс           | деревня | 35        | Архангельское сельское поселение |
| 77  | Нижняя Волпа     | деревня | 113       | Архангельское сельское поселение |
| 78  | Николаево        | деревня | 38        | Архангельское сельское поселение |
| 79  | Новоселово       | деревня | 20        | Архангельское сельское поселение |
| 80  | Обирино          | деревня | 66        | Юсьвинское сельское поселение    |
| 81  | Они              | село    | ↗458      | Майкорское сельское поселение    |
| 82  | Онохово          | деревня | 76        | Архангельское сельское поселение |
| 83  | Ошиб             | деревня | 2         | Юсьвинское сельское поселение    |
| 84  | Пахомово         | деревня | 7         | Юсьвинское сельское поселение    |
| 85  | Пашня            | деревня | 3         | Купросское сельское поселение    |
| 86  | Пет-Бор          | деревня | 21        | Архангельское сельское поселение |
| 87  | Петрованово      | деревня | 5         | Юсьвинское сельское поселение    |
| 88  | Петрунево        | деревня | 3         | Архангельское сельское поселение |
| 89  | Петрунино        | деревня | 2         | Юсьвинское сельское поселение    |
| 90  | Петухово         | деревня | 59        | Архангельское сельское поселение |
| 91  | Пиканово         | деревня | 180       | Архангельское сельское поселение |
| 92  | Подволошино      | деревня | 71        | Купросское сельское поселение    |
| 93  | Пожва            | посёлок | ↘2420     | Пожвинское сельское поселение    |
| 94  | Поломково        | деревня | 11        | Юсьвинское сельское поселение    |
| 95  | Полюты           | деревня | ↗8        | Майкорское сельское поселение    |
| 96  | Потапово         | деревня | 19        | Купросское сельское поселение    |
| 97  | Потапово         | деревня | ↗19       | Майкорское сельское поселение    |
| 98  | Почашер          | деревня | 47        | Юсьвинское сельское поселение    |
| 99  | Пронино          | деревня | 7         | Архангельское сельское поселение |
| 100 | Рудаково         | деревня | 17        | Архангельское сельское поселение |
| 101 | Секово           | деревня | 47        | Архангельское сельское поселение |
| 102 | Сивашер          | деревня | 133       | Юсьвинское сельское поселение    |
| 103 | Симянково        | деревня | 57        | Купросское сельское поселение    |
| 104 | Ситково          | деревня | 131       | Юсьвинское сельское поселение    |
| 105 | Соболево         | деревня | 28        | Купросское сельское поселение    |
| 106 | Сосково          | деревня | 8         | Юсьвинское сельское поселение    |
| 107 | Спирино          | деревня | 39        | Юсьвинское сельское поселение    |
| 108 | Стариково        | деревня | 32        | Купросское сельское поселение    |
| 109 | Стрижи           | деревня | 2         | Юсьвинское сельское поселение    |
| 110 | Сыскино          | деревня | 6         | Юсьвинское сельское поселение    |
| 111 | Тарабаево        | деревня | 1         | Архангельское сельское поселение |
| 112 | Тарабаево        | деревня | 18        | Юсьвинское сельское поселение    |
| 113 | Тараканово       | деревня | 69        | Юсьвинское сельское поселение    |
| 114 | Таранино         | деревня | 20        | Юсьвинское сельское поселение    |
| 115 | Терино           | деревня | 13        | Юсьвинское сельское поселение    |
| 116 | Тимино           | село    | 259       | Купросское сельское поселение    |
| 117 | Титово           | деревня | 32        | Юсьвинское сельское поселение    |
| 118 | Трифаново        | деревня | 26        | Купросское сельское поселение    |
| 119 | Трифаново        | деревня | 122       | Юсьвинское сельское поселение    |
| 120 | Тузим            | посёлок | 1         | Пожвинское сельское поселение    |
| 121 | Тукачево         | посёлок | 294       | Купросское сельское поселение    |
| 122 | Тюмень           | деревня | 2         | Юсьвинское сельское поселение    |
| 123 | Урманово         | деревня | 171       | Купросское сельское поселение    |
| 124 | Усть-Пожва       | деревня | →34       | Пожвинское сельское поселение    |
| 125 | Федорово         | деревня | 37        | Юсьвинское сельское поселение    |
| 126 | Федотово         | деревня | 86        | Архангельское сельское поселение |
| 127 | Фотино           | деревня | 9         | Юсьвинское сельское поселение    |
| 128 | Харино           | деревня | 101       | Юсьвинское сельское поселение    |
| 129 | Черемново        | деревня | 19        | Юсьвинское сельское поселение    |
| 130 | Чикманово        | деревня | 43        | Купросское сельское поселение    |
| 131 | Чинагорт         | деревня | 185       | Архангельское сельское поселение |
| 132 | Чубарово         | деревня | 12        | Юсьвинское сельское поселение    |
| 133 | Шарапово         | деревня | 0         | Купросское сельское поселение    |
| 134 | Швычи            | деревня | 29        | Юсьвинское сельское поселение    |
| 135 | Шедово           | деревня | 15        | Купросское сельское поселение    |
| 136 | Шулаки           | деревня | 2         | Архангельское сельское поселение |
| 137 | Юсьва            | село    | ↗4961     | Юсьвинское сельское поселение    |
| 138 | Яборово          | деревня | 2         | Купросское сельское поселение    |
| 139 | Якино            | деревня | 49        | Купросское сельское поселение    |
| 140 | Якунево          | деревня | 10        | Архангельское сельское поселение |
| 141 | Якушево          | деревня | 50        | Архангельское сельское поселение |
| 142 | Яранево          | деревня | 32        | Архангельское сельское поселение |

По состоянию на 1 января 1981 года на территории Юсьвинского района находилось всего 177 населённых пунктов, в том числе 2 рабочих посёлка (Майкор и Пожва) и 175 сельских населённых пунктов. В 1999 году Майкор, а в 2002 году Пожва были преобразованы в сельские населённые пункты (посёлки).

### Упразднённые населённые пункты
В октябре 2009 года упразднена деревня Савино (влита в село Юсьва).
В декабре 2011 года упразднены как фактически прекратившие существование деревни Пистогово и Питер.
В июне 2022 года упразднены как фактически прекратившие существование деревни Верх-Ядьва, Карасово, Ключи, Степаново, Филиппово, посёлок Пожовка.

## Экономика
Наибольший удельный вес в структуре промышленности занимает лесозаготовительная. Также на территории района работает бригада ООО «УралОйл» по добыче нефти. Через весь Юсьвинский район с запада на восток проходит региональная автодорога 57К-0075 «Кудымкар — Пожва»
В агропромышленной сфере осуществляют деятельность 12 сельскохозяйственных предприятий и 8 фермерских хозяйств, которые специализируются в основном на молочном скотоводстве.

## Транспорт
Район связан прямым автобусным сообщением с городами Пермь, Кудымкар, Березники, а также сельскими поселениями. На Камском водохранилище имеются три пристани.

## Археология
- На правом берегу Камы в деревне Усть-Пожва находится верхнепалеолитическая стоянка Гарчи 1 стрелецкой культуры[36], стоянки Гарчи II—VI[37].
- По реке Ломоватка получила название ломоватовская культура раннего средневековья[38].